# Willie Macfarlane

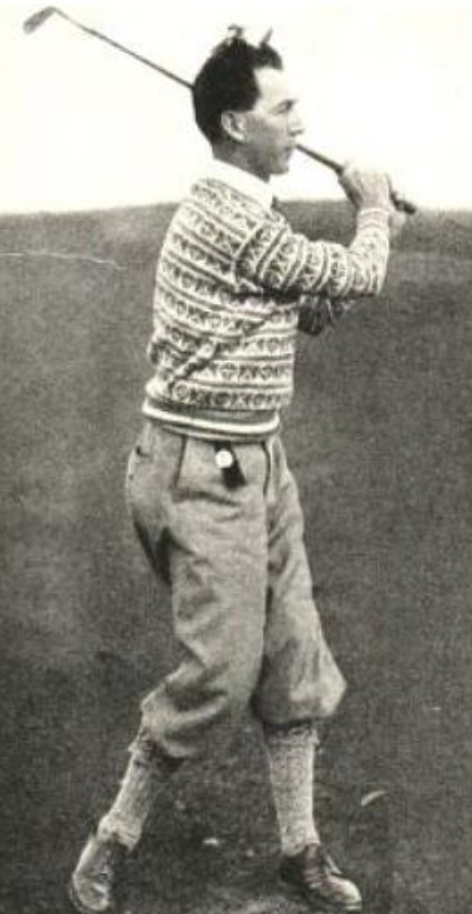
Willie Macfarlane in 1925

William Macfarlane (Aberdeen, 29 juni 1890 – Miami, 15 augustus 1961) was een Schotse golfprofessional.
Als jonge professional gaat Willie Macfarlane in 1910 naar de Verenigde Staten om les te geven op Glewview in Chicago, en later de Saegkill Club in New York (nu Hudson River GC), waar hij in 1916 nog werkt. De Amerikanen noemen hem 'Mac'. Dan is hij een tijdje de privé coach van Daniel Guggenheim (1856-1930). In 1922 werkt hij op Oak Ridge in Tuckahoe.

## Het US Open 1925
Aan het US Open 1925 doen 45 spelers mee, die zich hiervoor moeten kwalificeren. Het toernooi bestaat uit twee dagen en vier rondes, maar vanaf 1926 is dat veranderd. 

Macfarlane is de laatste Schot die het US Open wint. Het speelt zich af op de Worcester Country Club in Worcester, Massachusetts. Aankomend op de laatste hole zijn er meerdere spelers die kunnen winnen, dus het is belangrijk wat de laatste twee spelers scoren. Francis Ouimet, Johnny Farrell, Leo Diegel and Walter Hagen wachten af of ze in de play-off komen. Macfarlane en zijn medespeler Bobby Jones maken beiden 291, en de vier wachtenden vallen af. De volgende dag spelen Macfarlane en Jones een 18-holes play-off, die weer gelijk eindigt. Aan het einde van de zesde ronde verslaat Macfarlane zijn tegenstander met één slag verschil. Het is de enige keer geweest dat er twee extra rondes na het US Open nodig was.
Het verhaal gaat dat zijn vaste caddie niet mee kon en iemand anders liet gaan. Deze andere caddie maakte met Macfarlane de afspraak dat hij gratis zou caddiën, maar dat hij de helft van het prijzengeld zou krijgen als hij won (zie:). Terug in Oak Ridge krijgt de caddie volgens afspraak $250, in briefjes van $5.
Gewonnen op de US PGA Tour:
- 1916:  Rockland CC Four-Ball
- 1921:  Philadelphia Open
- 1922:  Westchester Open
- 1924:  Westchester Open
- 1925:  U.S. Open, Shawnee Open
- 1928:  Shawnee Open
- 1930:  Metropolitan Open, Westchester Open, Mid-South Open Bestball (met Wiffy Cox)
- 1931:  Miami International Four-Ball (met Wiffy Cox), Kenwood Open
- 1932:  St. Petersburg Open
- 1933:  Metropolitan Open, Mid-South Pro-Pro (met Paul Runyan), Mid-South Open (tie met Paul Runyan en Joe Turnesa), Miami Biltmore Open
- 1934:  Pennsylvania Open
- 1935:  Florida West Coast Open, Glens Falls Open
- 1936:  Nassau Open, Walter Olson Golf Tournament

Het Westchester Open bestaat nog steeds en maakte toen nog deel uitmaakte van de PGA Tour.

## Baanrecords
Hij heeft veel baanrecords op zijn naam staan. Hij verlaagt onder andere in 1922 op Quaker Ridge het record van de lokale pro met drie slagen. Hij maakt 64.
Macfarlane is altijd een tenger man gebleven. Zij speelt voor zijn plezier, en heeft geen wedstrijdmentaliteit. Het kan hem weinig schelen of hij wint of verliest, maar geniet ervan om op andere banen te spelen en zijn gezin mee te nemen. Hij heeft in 1915 een dochter gekregen.

## Trivia
- Bij de winnaars van de eerste 16 US Open's tussen 1895 t/m 1910 waren 12 Schotse en 4 Engelse spelers betrokken, daarna hebben niet veel buitenlanders het toernooi gewonnen. Bekende uitzonderingen zijn Ernie Els (2x), Retief Goosen (2x) en Gary Player.
- Macfarlane wordt ook als MacFarlane geschreven, vooral in Schotland.